# Finland Papa
《芬蘭爸爸》（韓語：핀란드 파파），為韓國自2023年4月29日起透過KT Alpha旗下的有線頻道Cinema Heaven（시네마천국），每週六、日晚間九點（KST）播出的週末電視劇，改編自同名小說，由電影《雙面老爸》的朴秀敏導演執導，《深夜咖啡屋第二季》的元英珍編劇執筆，並於TVING、Wavve、Watcha...等OTT平台同步上線；全球則由Rakuten Viki、K-plus(K+)、MONOMAX購入版權，緊貼韓國於同日晚間十點跟播。

此劇播畢一年後，日本Amazon Prime Video內最大的外國（韓國）頻道Channel K自2024年8月8日起，作為該台四週年紀念第一彈開播; KNTV於8月11、18日晚間8:00-9:40各連續播出三集KNTV雜誌  （页面存档备份，存于） ; 8月23日於日本東京駐日韓国文化院內舉行的「韓劇精選2024」活動中放映濃縮精華版。

## 劇情簡介
本劇是一部六集的愛情喜劇，故事圍繞在一家名為“芬蘭爸爸”的獨特咖啡館而展開。李宥利（金寶羅飾）在歷經初戀白宇賢（金宇碩飾）突然消失以及祖母離世後，開始在身份神秘、被稱為“爸爸”所擁有的咖啡館工作，深受傷害並需要情感支持的人們聚集在這裡。當她開始了解她的同事和咖啡館有趣的文化時，他們建立了一個新的家庭關係，扮演彼此“假家人”的角色，處理自己痛苦的過去，在這趟治癒之旅中共同成長並理解家庭的真正含義。

## 演員陣容
| 演員   | 角色   | 簡介 |
| 金寶羅 | 李宥利 | 因家人不幸相繼離世後獨自一人，她在咖啡館“芬蘭爸爸”兼職工作、成長，治癒了內心的創傷。一段時間後，她越來越懷疑所謂的“爸爸”可能是一位很了解她的人，並想起了她年輕時最好的朋友和初戀情人宇賢。                                            |
| 金宇碩 | 白宇賢 | 宥利的初戀，曾經發誓要永遠保護宥利，永遠不會讓她一個人吃飯，卻在兩人之間發生令人心碎的事件中黯然離開，並代替宥利的祖母完成看極光的夢想。而後因內疚、悲傷和憐憫...等情感的障礙，成為“芬蘭爸爸”不露面的老闆，以另一種方式繼續守護宥利。 |
| 黃石正 | 瑪麗   | 咖啡館成員，扮演假母親。為了逃離令人窒息的家庭生活，前往夏威夷旅行尋找自我，偶然間學習了草裙舞，在舞蹈與音樂中得到慰藉。 |
| 鄭敏聖 | 卡卡   | 咖啡館成員，扮演假父親。深陷賭債，與妻子和孩子疏遠，生活過得一團糟。後因兒子身患重症，懷著對家人的愧疚，在成員們的鼓勵下，重新修復家庭關係。                                                                                          |
| 張道允 | 托托   | 咖啡館成員，扮演假兒子。早婚的父母無力撫養他，於是從小與祖母生活，感覺自己被拋棄，逐漸產生憤怒的心態。後因妹妹的天真甜蜜，讓他卸下心防，與家人重聚。                                                                                  |
| 成炳淑 | 金慶子 | 宥利的祖母，也是她在這世界上最愛的人。有著不同尋常的感性和天馬行空的想法，去芬蘭看極光是她的夢想。總是用明智的建議、安慰和溫暖的飯菜來解決孫女的煩惱。                                                                                |
| 權赫   | 李在赫 | 宥利的父親，讓她愛恨交加又永遠懷念的人。每年僅幾次的探望家人，但言語間仍顯露對女兒深深的愛。 |
| 金俊浩 | 池勇俊 | 長期單戀宥利，但知道她和宇賢心意相通，懂得隱藏自己內心的真朋友。 |

## 分集列表
| 集數 | 首播日期      | 片長   |
| --- | ------------- | ------ |
| 1 | 2023年4月29日 | 28分鐘 |
| 宥利自從祖母過世後變成獨自一人且總是吃得不好，去買便當的路上偶然遇到了勇俊。在勇俊家聊著高中趣事時，看到了一份招聘員工的廣告，於是前往“芬蘭爸爸”咖啡館面試...。       |               |        |
| 2 | 2023年4月30日 | 26分鐘 |
| 宥利開始了兼職工作，無意間發現菜單上的聖芭菲和祖母做的一樣，回憶起往事，她流下了眼淚。隨著夜晚來臨，營業時間結束後，一個神秘的身影出現在咖啡館...。                   |               |        |
| 3 | 2023年5月6日  | 31分鐘 |
| 逐漸適應了工作後，隨著與成員們的關係變得親近，宥利越是能了解每個人的內心傷痛和秘密。同時，她也開始懷疑"爸爸"是個很了解她的人，於是試探勇俊...。                       |               |        |
| 4 | 2023年5月7日  | 25分鐘 |
| "爸爸"總是未曾露面，隱身在監視系統後方，所以宥利很好奇他的的身分，但沒有時間去了解。某一天，幾位陌生人來到咖啡館，托托見狀突然變得憤怒...。                           |               |        |
| 5 | 2023年5月13日 | 31分鐘 |
| 被勇俊突然告白的話嚇了一跳，宥利試圖逃跑，因為她想避免這種情況。但隨後她鎮定起來，說自己不再是以前的那個孩子了...。                                                   |               |        |
| 6 | 2023年5月14日 | 30分鐘 |
| “芬蘭爸爸”決定歇業，所有成員各自回到原本的生活，但他們在彼此的心目中仍然是一家人。耶誕節這天，宥利提前結束工作，不自覺的來到咖啡館，此時"爸爸"突然出現在她的面前...。 |               |        |

## 原聲帶
- Part.1（發行日期：2023年4月29日）

| 曲序 | 曲目                           | 演唱                          | 时长 |
| ---- | ------------------------------ | ----------------------------- | ---- |
| 1.   | 창동왈츠（Chang-Dong Waltzes） | Colors of Summer (Feat. 가윤) | 2:55 |

- Part.2（發行日期：2023年5月4日）

| 曲序 | 曲目                | 演唱                  | 时长 |
| ---- | ------------------- | --------------------- | ---- |
| 1.   | Finland Papa Intro. | 우주돼지（Space PIG） | 0:31 |

## 外部連結
- 官方网站
- TVING官方網站 （页面存档备份，存于）
- Viki官方網站
- Finland Papa的Instagram帳戶 *
- Daum上《Finland Papa》的資料
- 互联网电影数据库（IMDb）上《Finland Papa》的资料（英文）